# Nobelpreis für Literatur

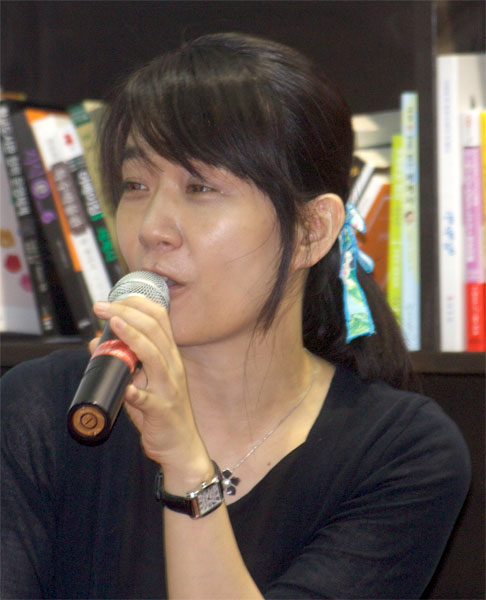
Preisträgerin 2024: Han Kang aus Südkorea

Der Nobelpreis für Literatur ist einer der fünf von Alfred Nobel gestifteten Preise, die „denen zugeteilt werden, die […] der Menschheit den größten Nutzen geleistet haben“. Im Auftrag der 1900 gegründeten Nobel-Stiftung wird er alljährlich von der Schwedischen Akademie in Stockholm vergeben und ist seit 2023 mit elf Millionen Schwedischen Kronen (etwa 1.006.000 Euro) dotiert.
Nach Nobels Testament, das den Statuten der Nobel-Stiftung zugrunde liegt, soll mit dem Preis für Literatur ausgezeichnet werden, wer „das Vorzüglichste in idealistischer Richtung geschaffen hat“. Die Bekanntgabe des Preisträgers erfolgt jährlich Anfang bis Mitte Oktober, die feierliche Übergabe des Preises durch den schwedischen König am 10. Dezember, dem Todestag des Preisstifters. In den Jahren 1914, 1918, 1935 und 1940–1943 wurde der Preis nicht vergeben. Die Preise für die Jahre 1915, 1919, 1925–1927, 1936, 1949 und 2018 wurden erst im Folgejahr verliehen.

## Auswahlprozess und Preisverleihung

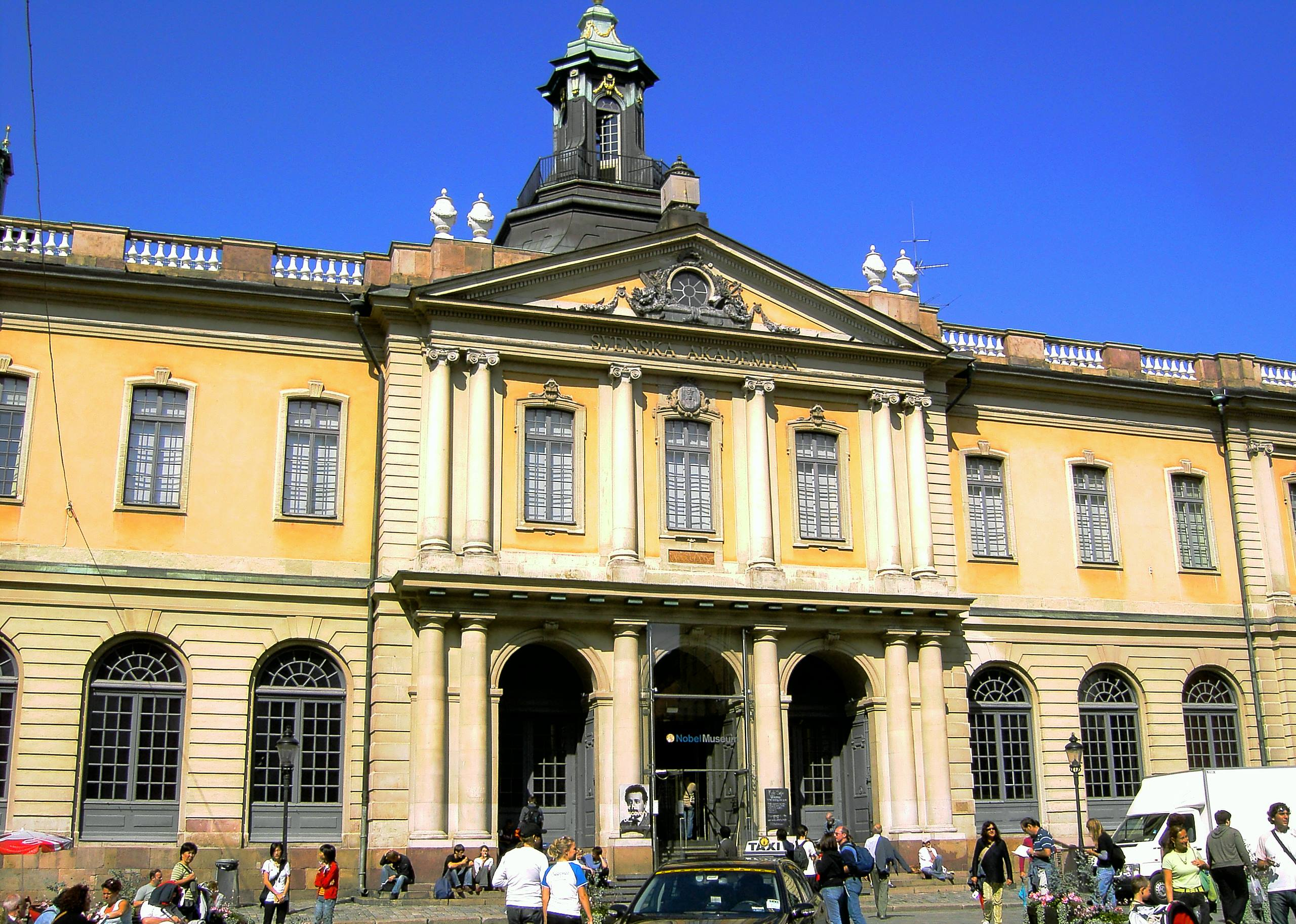
Sitz der Schwedischen Akademie in Stockholm

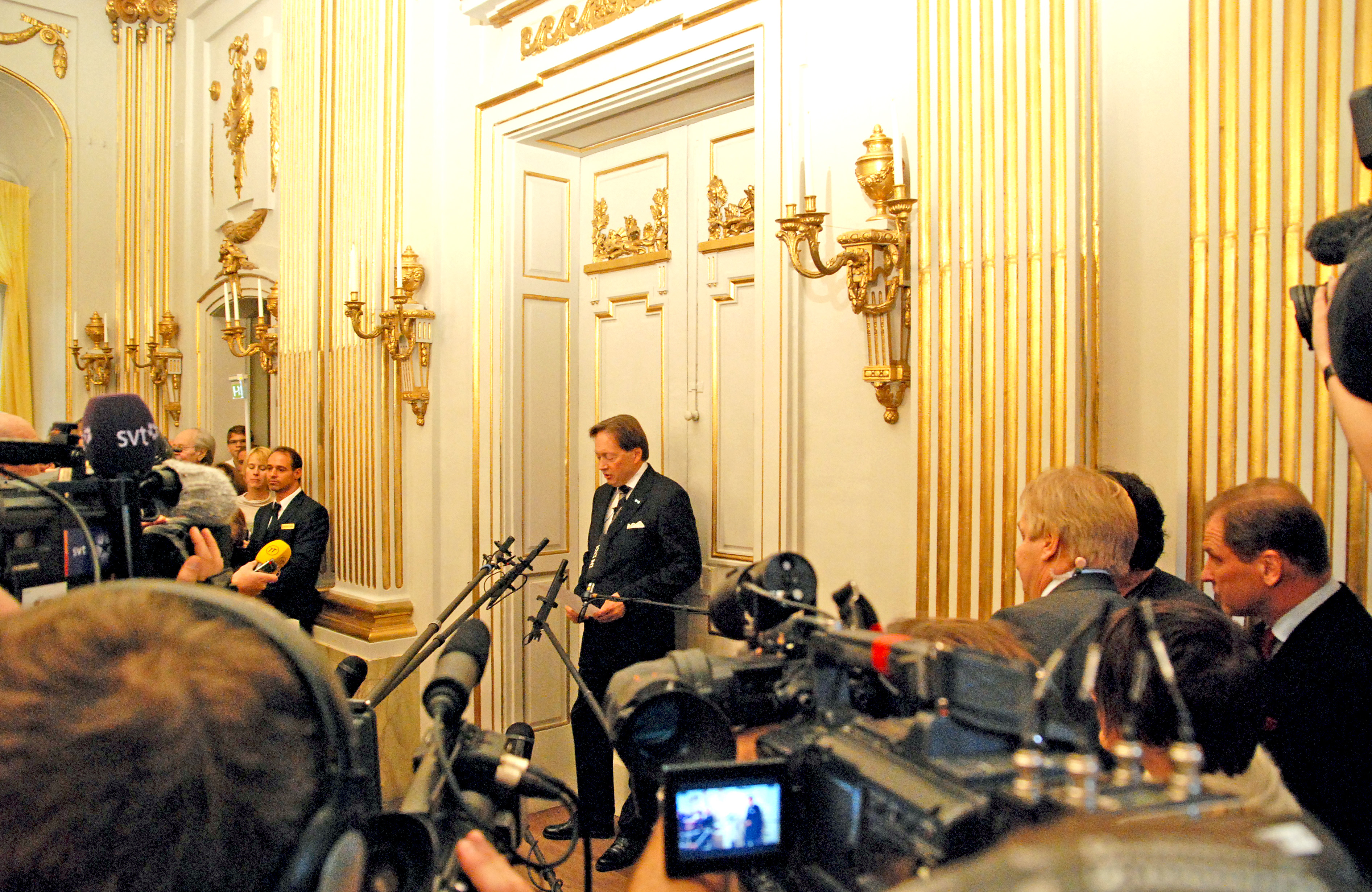
Bekanntgabe des Preisträgers

Nobel legte in seinem Testament fest, dass für die Zuteilung des Literatur-Preises die Schwedische Akademie zuständig ist. Diese delegiert die Auswahl zum Teil an ein Nobelkomitee, welches aus fünf Mitgliedern besteht, einen Vorsitzenden hat und dem der Ständige Sekretär der Akademie qua Amt als beigeordnetes Mitglied angehört. In den Jahren 2018–2020, nachdem die Akademie in eine schwere Krise geraten war und zahlreiche Akademiemitglieder deren Arbeit boykottierten, bestand das Komitee vorübergehend auch aus externen Personen. Das Komitee erhält aber auch sonst Unterstützung von Fachleuten in verschiedenen Gebieten.
Bereits im November des Vorjahres bittet das Nobelkomitee sechs- bis siebenhundert ausgewählte Personen und Institutionen weltweit um Kandidatenvorschläge für den Literatur-Nobelpreis des kommenden Jahres. Darunter sind, entsprechend den Statuten,
- bisherige Preisträger des Nobelpreises für Literatur;
- Mitglieder der Schwedischen Akademie sowie anderer Akademien, Gesellschaften oder Institutionen, die in ihren Zielen und in ihrem Aufbau mit dieser vergleichbar sind;
- Universitäts- und Hochschulprofessoren für Literatur beziehungsweise Linguistik;
- Präsidenten von Schriftstellerverbänden, die für die Literaturproduktion ihres jeweiligen Landes repräsentativ sind.

Die Angeschriebenen können ihre Vorschläge – nur Lebende sind zugelassen – bis zum 31. Januar beim Nobelkomitee einreichen. Im Februar werden die üblicherweise ca. 200 Nominierungen gesichtet. Das Komitee kann Namen, die seiner Auffassung nach fehlen, hinzufügen. In der folgenden Zeit arbeiten die Komiteemitglieder daran, die Liste immer weiter zu kürzen. Bis April soll die sogenannte „halblange“ Liste vorliegen, welche in der Regel aus 20–25 Namen besteht. Im Mai wird dann die kurze Liste von in der Regel fünf Namen der ganzen Akademie präsentiert, so dass alle Mitglieder sich mit den Werken dieser Kandidaten vertraut machen können. Bis August soll jedes Nobelkomiteemitglied eine Bewertung verfassen und für eine der Personen plädieren. Wenn die Akademie sich Mitte September zur ersten Zusammenkunft nach dem Sommer trifft, geht die Entscheidungsfindung in die Endphase. Im Oktober wird schließlich der endgültige Beschluss gefasst. Lediglich der Preisträger wird bekanntgegeben, die Namen der übrigen Kandidaten unterliegen, wie auch Informationen über den gesamten Auswahlprozess, einer 50-jährigen Sperrfrist.
Die Preisträger werden zusammen mit den Medizin-, Physik-, Chemie- und Wirtschaftspreisträgern nach Stockholm eingeladen, wo am 10. Dezember, Nobels Todestag, die feierliche Überreichung der Preise durch den schwedischen König stattfindet. Neben einer Nobelmedaille und einem persönlichen Diplom erhält der Preisträger des Literatur-Nobelpreises ein Preisgeld von neun Millionen Schwedischen Kronen (seit 2017; das Preisgeld wird in unregelmäßigen Abständen angepasst). Wird der Preis mehreren Personen zuerkannt, wird diese Summe geteilt.
Die Teilung darf allerdings nur auf bis zu zwei verschiedene erbrachte Leistungen und drei verschiedene Preisträger verteilt werden. Daher kann es in einem Jahr nur drei Preisträger geben, wenn mindestens zwei der Preisträger für dieselbe prämierte Leistung geehrt werden. Dies ist in anderen Kategorien üblich, kam aber beim Literaturnobelpreis noch nie vor. Auch die Aufteilung des Preises auf zwei gleichwertige Preisträger mit entsprechenden getrennten Leistungen ist selten. Bislang wurde der Literaturpreis nur viermal geteilt. Dies geschah in den Jahren 1904 (Frédéric Mistral, José Echegaray), 1917 (Karl Gjellerup, Henrik Pontoppidan), 1966 (Samuel Agnon, Nelly Sachs) und 1974 (Eyvind Johnson, Harry Martinson).
Der Preisträger ist nach den Statuten der Nobelstiftung dazu angehalten, falls möglich eine Vorlesung über seine Arbeit zu halten. Sie findet in der Regel zwei Tage vor der Preisverleihung in der Schwedischen Akademie statt und ist im Gegensatz zu den anderen in Stockholm stattfindenden Preisvorlesungen nicht für die Allgemeinheit zugänglich, kann aber in den Medien verfolgt werden. Beim Literaturnobelpreis handelt es sich oft um Reden mit politischem Einschlag. Verschiedene Preisträger, die nicht persönlich zugegen sein konnten, schickten ihre Vorlesung in schriftlicher Form oder als Videobotschaft.

## Kritik am Nobelpreis für Literatur
Trotz oder gerade wegen seiner Bedeutung wird der Nobelpreis für Literatur immer wieder kritisiert. Dies liegt vor allem an der Auswahl der Preisträger, die offensichtlich bis weit ins letzte Viertel des 20. Jahrhunderts vor allem aus dem nord- und mitteleuropäischen Sprachraum stammten. Eine Erklärung hierfür ist, dass die Jury grundsätzlich nur aus Skandinaviern besteht und viele literarische Meisterwerke aus anderen Teilen der Welt zu Lebzeiten ihrer Autoren dort schlichtweg zu unbekannt waren. Der Anteil der nicht-europäischen Schriftsteller unter den Preisträgern hat in den letzten Dekaden jedoch deutlich zugenommen.
Arno Schmidt spottete in einer in den 1950er Jahren verfassten Polemik gegen die Ehrung für Henryk Sienkiewicz („dann hätte man ihn genau so gut Karl May geben können!“), Paul Heyse („Zuckerwasser“) und Winston Churchill („ein ausgesprochener Journalist von Mittelmaß“), denen er bedeutende Schriftsteller gegenüberstellte, die den Preis nicht bekamen: Rainer Maria Rilke, Theodor Däubler, Franz Kafka, Alfred Döblin, Hans Henny Jahnn, August Stramm, Georg Trakl, James Joyce, Ezra Pound, Francis Ponge und Samuel Beckett (letztgenannter erhielt den Preis einige Jahre später dann doch). Kriterium für die Preisvergabe sei nicht die sprachlich herausragende Leistung des Geehrten, sondern eher literarische Schlichtheit: „Was sich gut übersetzen läßt, kriegt’n Preis!“ Daher bedeute der Preis für seine Träger ein „Stigma der Mittelmäßigkeit“.
Ein weiterer häufig vorgebrachter Kritikpunkt ist, dass die Ausgezeichneten oft eher wegen ihres (gesellschafts-)politischen Engagements als für ihre literarischen Werke bekannt seien. Nobel verpflichtete die Jury im Testament ausdrücklich, den Idealismus des Autors beziehungsweise seines Werkes als Maßstab zu verwenden.
1938 wurde die US-Amerikanerin Pearl S. Buck mit dem Literaturpreis ausgezeichnet. Diese Auszeichnung wurde damals mit Unverständnis aufgenommen und wird bis in die Gegenwart noch oft als Fehlentscheidung angesehen, da Bucks Werke wenig literarischen Wert hätten. Aus dieser Kritik heraus entstand die sogenannte „Lex Buck“. Es handelt sich dabei um die ungeschriebene Regel, nur Autoren auszuzeichnen, die mindestens einmal zuvor nominiert worden waren. Nach Aussagen des ehemaligen Ständigen Sekretärs der Schwedischen Akademie, Horace Engdahl, kommt diese Richtlinie zum Einsatz. Wie oft sie eingehalten wird, ist allerdings wegen der Verschlussfristen der Nobelstiftung frühestens 50 Jahre nach Preisvergabe endgültig festzustellen. Aus den bisher von der Nobelstiftung veröffentlichten Daten, die bis in das Jahr 1950 reichen, ist abzulesen, dass sowohl William Faulkner (1949) als auch Bertrand Russell (1950) ihre Nobelpreise nach nur einmaliger Nominierung erhielten. Allerdings handelte es sich hierbei um eine außergewöhnliche Situation: Nach den Statuten kann der Preis ein Jahr zurückgestellt werden, wenn sich kein geeigneter Preisträger findet. Das war im Jahr 1949 trotz 35 Nominierungen anscheinend der Fall. Hätte man unter den 54 Nominierungen von 1950 – bis dahin ein Rekord – keinen würdigen Preisträger für 1949 gefunden, wäre der Preis an die Stiftung zurückgegangen.
2018 konnte der Preis nicht vergeben werden, weil infolge eines Skandals um sexuelle Belästigung durch Jean-Claude Arnault zehn von achtzehn Mitgliedern der Akademie zurücktraten. Daraufhin war das Gremium nicht mehr beschlussfähig, bis der König die Satzung änderte und den Mitgliedern den Rücktritt erlaubte. Der Preis für 2018 wurde gleichzeitig mit dem Preis für 2019 vergeben. Die Entscheidung, den Preis für das Jahr 2019 an Peter Handke zu vergeben, löste wegen dessen Parteinahme für Slobodan Milošević und den serbischen Nationalismus heftige Kontroversen aus. Besonders in den meisten Balkanländern stieß die Entscheidung auf Unverständnis.

## Preisträger

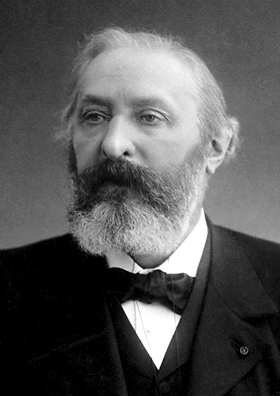
Sully Prudhomme, erster Preisträger 1901

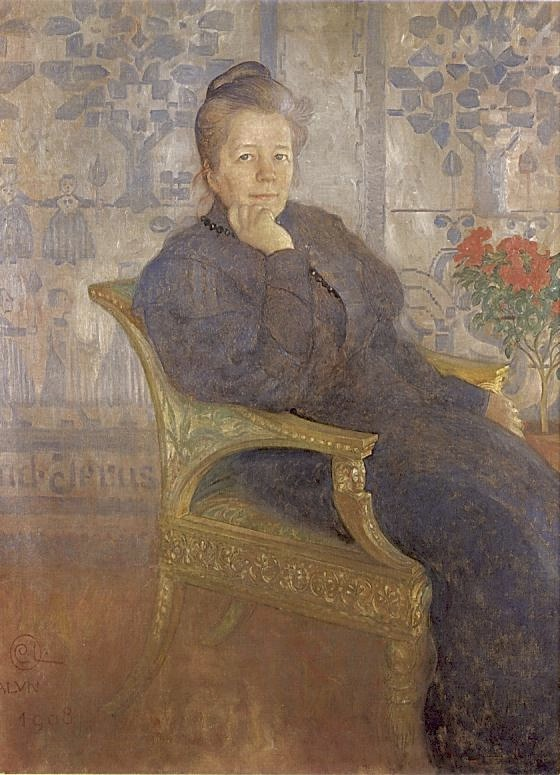
Selma Lagerlöf, erste Preisträgerin 1909

Seit der ersten Verleihung im Jahr 1901 an den französischen Lyriker und Philosophen Sully Prudhomme wurde der Nobelpreis für Literatur bisher (Stand: 2024) 121 Personen zuerkannt. Viermal (1904, 1917, 1966 sowie 1974) wurde die Auszeichnung zwischen jeweils zwei Personen geteilt. In den Jahren 1914, 1918, 1935 sowie 1940 bis 1943 wurde der Literatur-Nobelpreis nicht vergeben. Die Preise für die Jahre 1915, 1919, 1925 bis 1927, 1936, 1949 und 2018 wurden erst im Folgejahr verliehen.
Nur acht Mal wurde der Preis explizit für ein individuelles Textkunstwerk verliehen (1902 Theodor Mommsen: Römische Geschichte; 1919 Carl Spitteler: Olympischer Frühling; 1920 Knut Hamsun: Segen der Erde; 1924 Władysław Reymont: Die Bauern; 1929 Thomas Mann: Buddenbrooks; 1932 John Galsworthy: Die Forsyte-Saga; 1937 Roger Martin du Gard: Die Thibaults; 1954 Ernest Hemingway: Der alte Mann und das Meer). In allen anderen Jahren wurden die Autoren entweder für eine Mehrzahl von Arbeiten oder für ihr Gesamtwerk ausgezeichnet.
Dem englischen Sprachraum zuzurechnende Verfasser stellen die größte Anzahl unter den Preisträgern, gefolgt von Verfassern aus dem französischen, dem deutschen, dem spanischen, dem schwedischen, dem italienischen und dem russischen Sprachraum.
Bisher erhielten 15 deutschsprachige Autoren den Literaturnobelpreis. 1902, bei der zweiten Verleihung, wurde der Historiker Theodor Mommsen ausgezeichnet. Es folgten der Philosoph Rudolf Eucken (1908), die deutschen Schriftsteller Paul Heyse (1910), Gerhart Hauptmann (1912), Thomas Mann (1929), Heinrich Böll (1972), Günter Grass (1999) und Herta Müller (2009). 1966 erhielt die im schwedischen Exil lebende Dichterin Nelly Sachs die Auszeichnung, die sie sich mit Samuel Agnon teilen musste. Neben dem lange Zeit in der Schweiz lebenden, 1883 erstmals und 1924 definitiv dort eingebürgerten deutschstämmigen Hermann Hesse (1946) war der bisher einzige Schweizer Preisträger Carl Spitteler (1919). Mit dem ebenfalls häufig in der Schweiz lebenden Elias Canetti (1981), Elfriede Jelinek (2004) und Peter Handke (2019) zählt die österreichische Literatur bisher drei Preisträger. Zu den deutschsprachigen Autoren ist schließlich zumindest teilweise auch der Däne Karl Gjellerup zu zählen, der ab 1893 in Dresden lebte und mithilfe seiner Frau, einer gebürtigen Dresdnerin, 1894 erstmals und ab 1898 fast nur noch auf Deutsch publizierte; er erhielt den Nobelpreis 1917 gemeinsam mit seinem Landsmann Henrik Pontoppidan.
Je einmal wurden bisher Verfasser ausgezeichnet, die in folgenden Sprachen schrieben: Provenzalisch (Frédéric Mistral; 1904), Bengalisch (Rabindranath Tagore; 1913), Finnisch (Frans Eemil Sillanpää; 1939), Isländisch (Halldór Laxness; 1955), Serbokroatisch (Ivo Andrić; 1961), Hebräisch (Samuel Josef Agnon; 1966), Jiddisch (Isaac Singer; 1978), Tschechisch (Jaroslav Seifert; 1984), Arabisch (Nagib Mahfus; 1988), Portugiesisch (José Saramago; 1998), Ungarisch (Imre Kertész; 2002), Türkisch (Orhan Pamuk; 2006) und Koreanisch (Han Kang; 2024).
Zweimal ging die Auszeichnung an Schriftsteller, die in japanischer Sprache publizierten: Yasunari Kawabata, 1968 und Kenzaburo Oe, 1994. Chinesischsprachige Schriftsteller, die den Literaturnobelpreis erhielten, waren: Gao Xingjian, 2000 und Mo Yan, 2012.
18-mal wurden bisher Frauen ausgezeichnet: Die erste war 1909 Selma Lagerlöf; es folgten 1926 Grazia Deledda, 1928 Sigrid Undset, 1938 Pearl S. Buck, 1945 Gabriela Mistral, 1966 Nelly Sachs, 1991 Nadine Gordimer, 1993 Toni Morrison, 1996 Wisława Szymborska, 2004 Elfriede Jelinek, 2007 Doris Lessing, 2009 Herta Müller, 2013 Alice Munro, 2015 Swetlana Alexijewitsch, 2018 Olga Tokarczuk (vergeben 2019), 2020 Louise Glück, 2022 Annie Ernaux und 2024 Han Kang.
Sechs Preisträger veröffentlichten in zwei unterschiedlichen Sprachen: Rabindranath Tagore von Britisch-Indien (Preisträger 1913) auf Bengalisch und Englisch, der Däne Karl Gjellerup (1917) auf Dänisch und Deutsch, der nach Israel ausgewanderte galizische Jude Samuel Agnon (1966) auf Hebräisch und in jungen Jahren auch auf Jiddisch, der Ire Samuel Beckett (1969) auf Englisch und Französisch, der US-Amerikaner jüdisch-polnischer Herkunft Isaac Bashevis Singer (1978) auf Jiddisch und Englisch und der US-Amerikaner jüdisch-russischer Herkunft Joseph Brodsky auf Russisch (Lyrik) und Englisch (Prosa). Zudem übersetzte Frédéric Mistral (Preisträger 1904) seine auf Provenzalisch verfassten Werke selbst ins Französische.
Als bislang einziger Literat im Bereich der Musikpoesie wurde 2016 Bob Dylan ausgezeichnet.
Zweimal kam es vor, dass ein Schriftsteller den Preis ablehnte: 1958 Boris Pasternak auf Druck der sowjetischen Führung; der Preis wurde postum 1989 an Pasternaks Sohn überreicht. 1964 nahm Jean-Paul Sartre (Frankreich) die Ehrung nicht an, um seine Unabhängigkeit zu wahren. George Bernard Shaw, dem der zunächst nicht vergebene Preis 1925 gemäß den Statuten ein Jahr später im Jahr 1926 zugeteilt wurde, lehnte den Preis zunächst ab, entschied sich aber später um. Er spendete das Preisgeld einer hierfür neu gegründeten Stiftung, der „Anglo-Swedish Literary Foundation“, die sich der kulturellen Zusammenarbeit zwischen Schweden und Großbritannien widmet.
1907 erhielt Rudyard Kipling mit 41 Jahren den Literaturnobelpreis; damit ist er der bislang jüngste Preisträger. Bislang älteste Preisträgerin ist Doris Lessing, die 2007 im Alter von 88 Jahren ausgezeichnet wurde.